# Paramaxates
Paramaxates is een geslacht van vlinders van de familie spanners (Geometridae), uit de onderfamilie Geometrinae.

## Soorten
- P. macrocerata Yazaki, 1988
- P. minuscula Yazaki, 1988
- P. polygrapharia Walker, 1860
- P. posterecta Holloway, 1976
- P. vagata Walker, 1861